# Linea Sechon
La linea Sechon (세천선 (細川線)) è una ferrovia della Corea del Nord, che collega la stazione di Sinhakpo, sulla linea Hambuk, con la Chungbong. In mezzo si trova una sola fermata, alla stazione di Sech'ŏn.
La linea venne aperta nel 1920 dalla società privata Tomun Railway, contemporaneamente al resto della linea principale, da Hoeryŏng a Sangsambong.  Venne successivamente nazionalizzata dalla Joseon Chongdokbu Cheoldo nel 1929 e fra il 1934 ed il 1940 fu gestita dalla Ferrovia della Manciuria meridionale.  Infine, dopo la guerra di Corea, divenne parte delle ferrovie di stato nordcoreane.

## Percorso
| Distanza (Totale; km) | Distanza (Intermedia; km) | Nome stazione (Trascritto) | Nome stazione (Chosŏn'gŭl (Hanja)) | Connessioni  |
| --------------------- | ------------------------- | -------------------------- | ---------------------------------- | ------------ |
| 0.0                   | 0.0                       | Sinhakp'o                  | 신학포 (新鶴浦)                    | Linea Hambuk |
| 8.6                   | 8.6                       | Sech'ŏn                    | 세천 (細川)                        |              |
| 14.4                  | 5.8                       | Chungbong                  | 중봉 (仲峰)                        |              |